# Classe Iver Huitfeldt
La classe Iver Huitfeldt est une classe de trois frégates de lutte antiaérienne avec hélisurface entrée en service en 2012 dans la marine royale danoise. 

## Description
Cette classe a été construite en 2011 dans le chantier danois Odense Steel Shipyard (groupe Maersk) spécialisé dans la construction de pétroliers et de porte-conteneurs. Les trois frégates sont les dernières constructions du chantier. Il a fermé l'année suivante.
La classe Iver Huitfeldt a été construite sur l'expérience acquise dans la construction des navires de soutien et de commandement de la classe Absalon. La réutilisation de la conception de la coque a permis une économie par rapport à des frégates européennes comparables. Elle répond aussi à la norme Stanflex (en) danoise pour recevoir six modules multifonctions.
Cette classe est dédiée principalement à la défense anti-aérienne avec des missiles RIM-162 ESSM, puis des Standard SM-2 Block IIIA embarqués à partir de 2022

## Opération navale
Les frégates de cette classe opèrent conjointement avec celles de classe De Zeven Provinciën de la marine royale néerlandaise et celles de classe Sachsen de la marine allemande.

## Dysfonctionnements en 2024
La frégate Iver Huitfeldt, déployée en mer rouge dans le cadre de l’opération « Gardien de la prospérité » en mars 2024 a connu des dysfonctionnements graves avec ses missiles et canons dans sa lutte contre des drones houthis, provoquant le renvoi du chef d’état-major danois Flemming Lentfer. Cela à conduit, entre autres, au remplacement de ses tourelles de 76 mm en 2025 et la commande de missiles ESSM Block 2 pour l'ensemble de la flotte

## Les unités
| Numéro | Nom                  | Quille           | Lancement        | Service         | Statut |
| ------ | -------------------- | ---------------- | ---------------- | --------------- | ------ |
| F361   | HDMS Iver Huitfeldt  | 2 juin 2008      | 11 mars 2010     | 21 janvier 2011 | actif  |
| F362   | HDMS Peter Willemoes | 12 mars 2009     | 21 décembre 2010 | 22 juin 2011    | actif  |
| F363   | HDMS Niels Juel      | 22 décembre 2009 | 21 décembre 2010 | 7 novembre 2011 | actif  |

La marine indonésienne a envisagé d'acquérir deux frégates de cette classe dans le cadre du remplacement de ses frégates de la classe Ahmad Yani. Le gouvernement prévoyez dans ce but un budget de 720 million de $ dans le cadre de la phase 3 de son programme de MEF ("Minimum Essential Force") pour 2020-2024. Le Danemark a proposé un schéma de transfert de technologie en coopération avec le constructeur naval d'État PT PAL Indonesia. En 2025, cela ne s'est pas concrétiser.

## Navires similaires
- Classe Álvaro de Bazán, Espagne
- Classe De Zeven Provinciën, Pays-Bas
- Classe Baden-Württemberg, Allemagne
- Frégate polyvalente FREMM, collaboration franco-italienne
- Classe Fridtjof Nansen, Norvège
- Classe Sachsen (2001), Allemagne
- Type 26, Royaume Uni